# 南天山城
南天山城（なんてんざんじょう）は、備後国三谿郡（広島県三次市吉舎町）にあった日本の城（山城）。吉舎の市街地と馬洗川を隔ててすぐ西のところに位置する、南天山に広がって残り、戦国時代のこの地方を代表する本格的なものである。

## 概要
南北に広がる尾根を活用し、山頂から本丸、二の丸、三の丸が配置されている。石積みのほか、大手門、竪堀、大井戸、土塁などの跡が確認されている。

## 歴史・沿革
和智氏は、鎌倉幕府成立後に、関東の御家人である広沢氏が地頭として備後国三谿郡和知庄へ移住し、在地名をとって称したもので、南天山城は、南北朝時代（室町時代初期）の応安年間（1368年 - 1374年）に吉舎に和智資実が拠点を移した後に築いた居城である。この史実によって、資実を和智氏の初代とする。戦国時代に毛利氏に滅ぼされるまで約200年に渡ってこの地域を支配したと伝えられる。和智誠春の誅殺後、息子の元郷はこの地を離れ、城は廃城になったと伝えられている。
なお、城下の「古市」・「七日市」・「四日市」などの地名は、和智氏の城下町として形成されてゆく中で、命名されたものと思われる。

## 交通アクセス
- 西日本旅客鉄道（JR西日本）福塩線吉舎駅から登山口まで車で3分